# Station Langenselbold
Station Langenselbold is een spoorwegstation in de Duitse plaats Langenselbold.